# Saint-Austremoine
Saint-Austremoine település Franciaországban, Haute-Loire megyében. Lakosainak száma 52 fő (2022. január 1.). Saint-Austremoine Chazelles, Ally, Arlet, Cronce és Saint-Cirgues községekkel határos.

## Népesség
A település népessége az elmúlt években az alábbi módon változott:
| Lakosok száma | 119  | 87   | 80   | 53   | 46   | 43   | 45   | 50   | 51   | 52   |
|               | 1968 | 1982 | 1990 | 2006 | 2013 | 2015 | 2017 | 2019 | 2020 | 2022 |